# Dynastie Kim

Les trois Kim (gauche - Kim Il-sung, milieu - Kim Jong-il, droite - Kim Jong-un)

La dynastie Kim, officiellement appelée lignée du mont Paektu (hangeul : 백두혈통 ; RR : Baegdu Hyeoltong), est une lignée de trois générations de dirigeants de la Corée du Nord descendante du premier dirigeant suprême, Kim Il-sung, en 1948. Celui-ci parvient à dominer le Nord après le départ des Japonais en 1945 ce qui provoqua une division de la péninsule coréenne. Il dirige le parti communiste durant la guerre de Corée dans les années 1950 pour tenter sans succès de réunifier le pays. Il développe par la suite un culte de la personnalité, étroitement lié à sa philosophie nationale du Juche, qui est transmis à ses successeurs : son fils Kim Jong-il et son petit-fils Kim Jong-un.
En 2013, la clause 2 de l'article 10 des nouveaux dix principes fondamentaux du Parti du travail de Corée déclare que le Parti et la révolution doivent être menés « éternellement » par la « lignée du Paektu ».

## Présentation

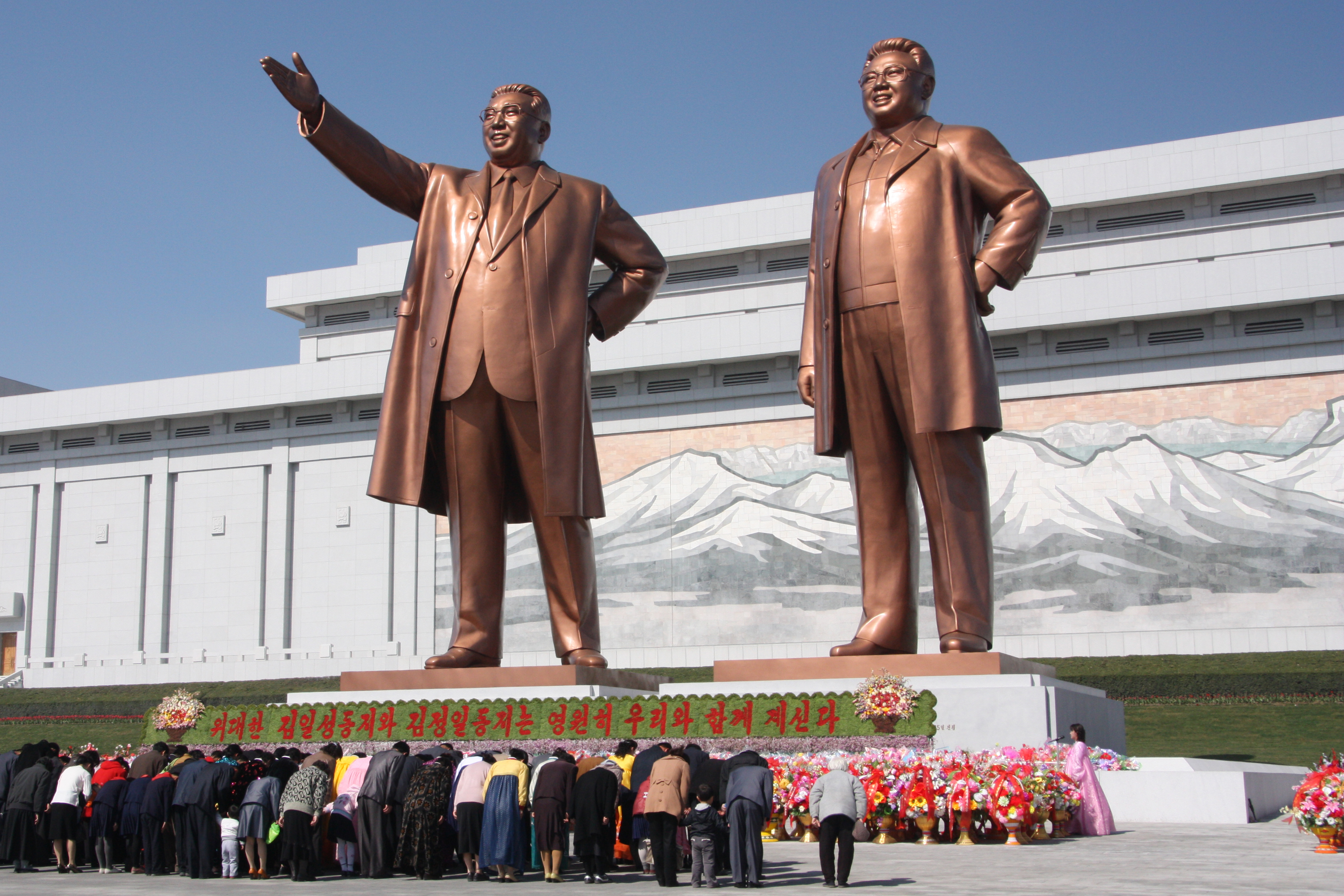
Nord-Coréens s'inclinant devant les statues de Kim Il-sung et Kim Jong-il sur la place Mansudae à Pyongyang.

Contrairement à la gouvernance de tous les autres pays communistes, celle de la Corée du Nord est comparable à une famille royale. La dynastie Kim est à la tête de la Corée du Nord depuis 1948 en trois générations, et très peu d'informations sur la famille sont confirmées publiquement. Kim Il-sung se rebelle contre les autorités coloniales japonaises en Corée dans les années 1930 ce qui conduit à son implication et à sa formation en Union Soviétique. La Corée est laissée divisée après le départ des Japonais en 1945, et Kim est porté à la tête du gouvernement provisoire coréen basé en Union Soviétique, devenant finalement le nouveau Premier ministre de la nouvelle république démocratique populaire de Corée (connue également sous le nom de Corée du Nord), en 1948. Il déclenche la guerre de Corée en 1950 dans l'espoir de réunifier la péninsule.
Kim développe un culte de la personnalité qui contribue à sa direction incontestée de 46 ans et agrandit sa famille, qui comprend sa mère Kang Pan-sok (connue comme la « mère de la Corée »), son frère (le « combattant révolutionnaire ») et sa première femme (la « mère de la révolution »). La direction forte et absolue d'un grand chef solitaire, appelé suryong en coréen, est centrale dans l'idéologie nord-coréenne du Juche. En 1998, quatre ans après la mort de Kim Il-sung, un changement de la constitution le nomme « président éternel de la République » afin d'honorer sa mémoire pour toujours. Kim Il-sung est connu comme le « Grand dirigeant », et son fils aîné et successeur, Kim Jong-il, devient le « Cher dirigeant », puis plus tard le « Grand général ».
Kim Jong-il est nommé au bureau politique (et à son présidium), au secrétariat, et à la commission militaire centrale du Parti du travail de Corée lors du 6e congrès en 1980, ce qui officialise son rang d'héritier apparent. Il est porté à la tête de l'armée en 1990, et passe 14 ans à des tâches subalternes avant de devenir le dirigeant de Corée du Nord. Kim Jong-il a une sœur, Kim Kyong-hui, qui est la première femme nord-coréenne à devenir générale quatre étoiles et épouse Jang Song-taek, qui est la deuxième personne la plus puissante en Corée du Nord avant son exécution en décembre 2013 pour corruption. Kim a eu quatre concubines, et au moins cinq enfants avec trois d'entre elles. Son troisième fils, Kim Jong-un, lui succède. L'universitaire Virginie Grzelczyk note que la dynastie Kim représente l'« un des derniers bastions du totalitarisme ainsi que, peut-être, la première dynastie communiste ».
Le gouvernement nord-coréen nie qu'il existe un culte de la personnalité autour des Kim. Il prétend plutôt que le dévouement des gens est la manifestation d'un véritable culte héroïque.

## Ancêtres

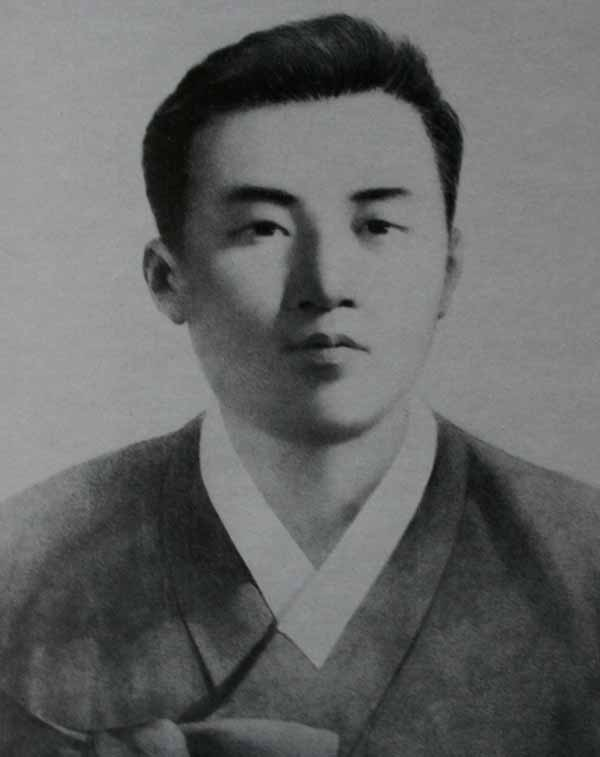
Kim Hyong-jik

Kim Il-sung est né à Man'gyŏngdae de parents méthodistes. Son père, Kim Hyong-jik, a 15 ans quand il se marie avec Kang Pan-sok de deux ans son aînée. Kim Hyong-jik passe sa scolarité dans une école fondée par des missionnaires protestants, ce qui influence sa propre famille. Il devient père à 17 ans et quitte l'école pour travailler comme instituteur dans une école où lui-même avait été scolarisé. Il pratique plus tard l'herbologie chinoise en tant que docteur. Il proteste contre la domination coloniale japonaise de la Corée et est arrêté à plusieurs reprises pour son militantisme. Il est l'un des membres fondateurs de l'Association nationale coréenne en 1917, participe au soulèvement du 1er mars en 1919, puis fuit la Corée pour se réfugier en Mandchourie avec sa femme et ses jeunes fils Kim Il-sung et Kim Chol-ju en 1920. Un collège d'enseignants de Pyongyang porte aujourd'hui son nom.
Les parents de Kim Hyong-jik, Kim Bo-hyon et Li Bo-ik, sont considérés comme des « patriotes » par le Comité de rédaction d'une courte biographie de Kim Il-Sung.

## Kim Il-sung

Kim Il-sung

Kim Il-sung a eu deux femmes et six enfants. De sa première femme, Kim Jong-suk, sont nés Kim Jong-il, Kim Man-il, et Kim Kyong-hui avant qu'elle ne meure en étant enceinte d'une fille mort-née. Kim Il-sung a trois enfants de sa seconde femme, Kim Song-ae : Kim Kyong-il (en 1951), Kim Pyong-il (en) (en 1953), et Kim Yong-il (en 1955).
Quand la première femme de Kim Il-sung meurt, Kim Song-ae n'est pas reconnue comme sa nouvelle épouse avant plusieurs années. Kim Il-sung ne s'est de plus jamais marié publiquement.
Kim Kyong-hui devint la première femme nord-coréenne générale quatre étoiles. Son mari Jang Song-taek est la deuxième personne la plus puissante de Corée du Nord avant son exécution en décembre 2013 pour corruption. Leur fille de 29 ans meurt d'une surdose de somnifères en 2006 à Paris. Il est également rapporté que Kim Young-il, qui avait été envoyé servir en Allemagne, est mort d'une cirrhose du foie en 2000.

## Kim Jong-il

Kim Jong-il

Kim Jong-il a eu quatre concubines, et au moins cinq enfants avec trois d'entre elles. Il est le père de Kim Jong-nam en 1971 avec l'actrice Song Hye-rim, et de Kim Sul-song en 1974 avec sa première femme, Kim Young-sook (en). Sa seconde maîtresse, Ko Yong-hui, est de facto Première dame de Corée du Nord. Elle est née au Japon d'un père coréen et d'une mère japonaise. Leurs trois enfants sont Kim Jong-chol (en 1981), Kim Jong-un (en 1983), et Kim Yo-jong (en 1987). Il n'a pas d'enfants avec sa quatrième concubine, Kim Ok. Les demi-frères Kim Jong-un et Kim Jong-nam ne se sont jamais rencontrés en raison de la pratique ancienne consistant à élever séparément les successeurs potentiels,.
Les deux frères aînés de Kim Jong-un sont considérés comme les « moutons noirs » de la famille. Kim Jong-nam, le fils aîné de Kim Jong-il, est tombé en disgrâce après avoir été arrêté en train d'essayer de se rendre à Tokyo Disneyland en 2001 avec un faux passeport dominicain,. Il avait la réputation de faiseur de troubles dans la famille, et a déclaré publiquement en 2011 que la Corée du Nord devait sortir de ce système de dynastie familiale. Le 14 février 2017, les médias sud-coréens rapportent l'assassinat de Kim Jong-nam avec l'arme chimique mortelle VX à l'aéroport international de Kuala Lumpur en Malaisie, par deux femmes non identifiées, soupçonnées d'être des agentes nord-coréennes,. La façon dont le poison chimique a été administré reste incertaine. Certains rapports suggèrent l'utilisation d'aiguilles, d'autres un vaporisateur ou un chiffon qu'on aurait appliqué sur le visage de Kim.
Le deuxième fils, Kim Jong-chol, n'est pas désigné comme successeur officiel en raison de son caractère efféminé et effacé,.

## Kim Jong-un

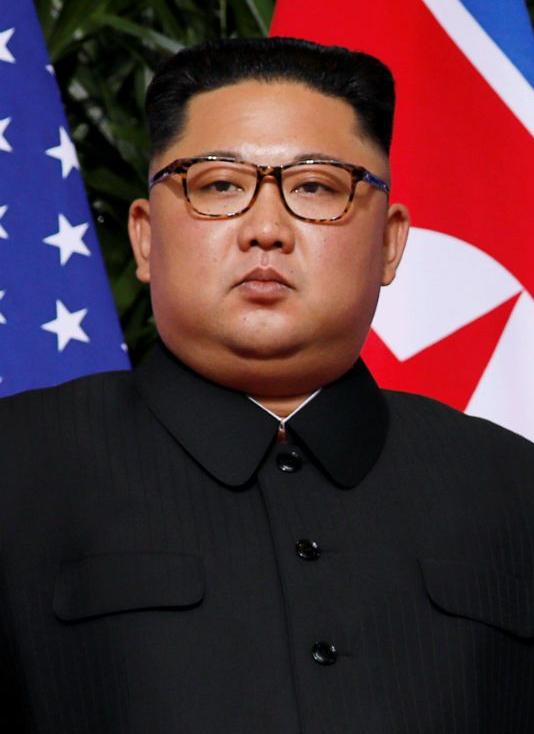
Kim Jong-un

Kim Jong-un devient le dirigeant suprême de la Corée du Nord le 29 décembre 2011. Il se marie avec Ri Sol-ju en 2009 ou 2010 et le couple a eu une fille, Kim Ju-ae, en 2012. Le 30 décembre 2019, il reconnait à la presse que le pays traverse actuellement une crise financière. Selon la banque centrale sud-coréenne, la croissance de l'économie de la Corée du Nord aurait baissé de 4,8%.

## Généalogie
- KIM Gye-san ♂
  - KIM Song-ryeong ♂ (01/12/1810-12/03/1899)
+ NA Hyon-jik ♀ (04/03/1811-23/01/1897)
    - KIM Ung-u ♂ (17/06/1848 à Pyongyang – 1878)
+ LI ?????? ♀
      - KIM Bo-hyon ♂ (03/10/1871 à Pyongyang – 02/09/1955 à Pyongyang), paysan
+ LI Bo-ik ♀ (31/05/1876-18/10/1959)
        - KIM Hyong-rok ♂
        - KIM Hyong-jik ♂ (10/07/1894 à Pyongyang – 05/06/1926 à Jilin), activiste indépendantiste anti-japonais
+ KANG Pan-sok ♀ (21/04/1892 à Pyongyang – 31/07/1932 à Jilin), militante communiste indépendantiste durant la période colonialiste japonaise
          - KIM Il-sung ♂ (15/04/1912 à Pyongyang – 08/07/1994 à Hyangsan), président de la république populaire démocratique de Corée
+ (avant 1941) KIM Jong-suk ♀ (24/12/1917 à Hoeryong – 22/09/1949 à Pyongyang), militante communiste
+ (1951) KIM Song-ae  ♀ (29/12/1924 à Kangso – septembre 2014 à Kanggye), secrétaire, femme politique, présidente du comité central de l'Union démocratique des femmes de Corée (UDFC)
            - KIM Jong-il ♂ (16/02/1941 à Viatskoïe – 17/12/2011 à Pyongyang), dirigeant suprême de la république populaire démocratique de Corée
+ (1966-1969) HONG Il-chon ♀ (1942 à Pyongyang)
+ (relation avant 1970) SONG Hye-rim ♀ (24/01/1937 à Changnyong – 18/05/2002 à Moscou), actrice
+ (avant 1974) KIM Yong-suk ♀ (1947)
+ (relation avant 1981) KO Yong-hui ♀ (26/06/1952 à Osaka – 13/08/2004 à Paris), danseuse
+ (relation après août 2004) KIM Ok ♀ (28/08/1964), pianiste, secrétaire
              - KIM Hye-gyong ♀ (1968)
              - KIM Jong-nam ♂ (10/05/1971 à Pyongyang – 13/02/2017 à Sepang)
+ SHIN Jong-hui ♀ (1980)
+ LI Hye-kyong ♀ (1970)
+ (relation) SO Yong-la ♀ (1980)
                - KIM Han-sol ♂ (16/06/1995 à Pyongyang)
                - KIM Kum-sol ♂ (17/04/1997)
                - KIM Jimmy ♂ (1997)
                - KIM Sol-hui ♀ (1998)
                - KIM Yi-soon ♀

              - KIM Sul-song ♀ (30/12/1974)
              - KIM Jong-chol ♂ (27/09/1981 à Pyongyang)
                - KIM ?????? ♂

              - KIM Jong-un ♂ (08/01/1984 à Pyongyang), dirigeant suprême de la république populaire démocratique de Corée
+ (2009) RI Sol-ju ♀ (28/09/1989), chanteuse
                - KIM ?????? ♂ (2010)
                - KIM Ju-ae ♀ (2012)
                - KIM ?????? (février 2017)

              - KIM Yo-jong ♀ (26/09/1987 à Pyongyang), femme politique, directrice adjointe du département Propagande et Agitation du Parti du travail de Corée
+ (2014) CHOE Song ♂
                - CHOE ?????? (mai 2015)
                - CHOE ?????? (2019)

            - Kim Man-il ♂ (1944 à Viatskoïe – 1947 à Pyongyang)
            - KIM Kyong-hui ♀ (30/05/1946 à Pyongyang), générale, secrétaire de l'organisation du Parti du travail de Corée
+ JANG Song-taek ♂ (02/02/1946 à Chongjin – 12/12/2013 à Pyongyang), général
              - JANG Kum-song ♀ (1977 – septembre 2006)
              - JANG Kim-song ♂ (1979)

            - KIM mort-née ♀ (22/09/1949 à Pyongyang – 22/09/1949 à Pyongyang)
            - KIM Kyong-jin ♀ (1953)
            - KIM Pyong-il ♂ (10/08/1954 à Pyongyang), ambassadeur de la Corée du Nord en Hongrie, en Bulgarie, en Finlande, en Pologne et en République tchèque
+ KIM Sun-kum ♀
              - KIM Eun-song ♀
              - KIM In-kang ♂

            - KIM Yong-il ♂ (1957)

          - KIM Chol-ju ♂ (12/06/1916-14/06/1935)
          - KIM Yong-ju ♂ (21/09/1920 à Pyongyang – 16/08/2018), vice-président honoraire de l'Assemblée populaire suprême

        - KIM Hyong-gwon ♂ (04/11/1905 à Pyongyang – 12/01/1936 à Séoul), révolutionnaire
        - KIM Gu-il ♀
        - KIM Hyong-sil ♀
        - KIM Hyong-bok ♀

### Sources
- Virginie Grzelczyk, « In the Name of the Father, Son, and Grandson: Succession Patterns and the Kim Dynasty », The Journal of Northeast Asian History, Northeast Asian History Foundation, vol. 9, no 2,‎ hiver 2012, p. 35–68 (lire en ligne [archive du 27 décembre 2013], consulté le 27 décembre 2013)
- (en) Nam-Sik Kim, « North Korea's Power Structure and Foreign Relations: an Analysis of the Sixth Congress of the KWP* », Institute for National Security Strategy, vol. 2, no 1,‎ spring–summer 1982, p. 125–151 (lire en ligne)
- (en) Kyo Duk Lee « The Successor Theory of North Korea » [«  »], dans Gi-Woong Son, ‘Peaceful Utilization of the DMZ’ as a National Strategy (rapport), Korean Institute for National Reunification, 2004 (ISBN 898479225X, lire en ligne)
- Bradley K. Martin, Under the Loving Care of the Fatherly Leader : North Korea and the Kim Dynasty, St. Martin's Press, 2007, 880 p. (ISBN 978-1-4299-0699-9, lire en ligne)